# Kjell Nilsson
Rolf Kjell Rickard Nilsson (Örebro, 4 de abril de 1962) é um ex-ciclista sueco. Competiu como representante de seu país, Suécia, na prova de estrada individual nos Jogos Olímpicos de Verão de 1984 em Los Angeles, terminando na trigésima posição.